# Disneydags
Disneydags är ett Disneyprogram som började visas i SVT den 13 september 1991. Det är en timmes program som visar ett avsnitt ur två olika TV-serier från Disney samt två disneykortfilmer med exempelvis Kalle Anka, Musse Pigg eller Långben. Signatursången sjöngs av Anders Öjebo. Under åren 1994–1996 ersattes den ena kortfilmen av ett 5 minuter långt reportage med Disnyheter. Det berättade det senaste nytt inom Disneys filmer och nöjesparker. Eva Röse stod för den svenska berättarrösten.
Programmet har haft olika vinjetter som har bytts ut genom åren. I början var det Musse Pigg som dök upp i bild tillsammans med jättestora pennor och penslar som ritade och målade fram de övriga Disneyfigurerna för att sedan dansa tillsammans. Som avslutning far Sigge McKvack (en av karaktärerna ur DuckTales) in i bild och tas emot av Musse utanför Disneyslottet. Strax efter dyker en röd logga upp med Musses ansikte samt programmets titel.
I en senare version visas en dator-animerad vinjett där man får se konstiga prylar som formar Musses huvud och i slutet visas en vit text med svart bakgrund med programmets titel.
Från hösten 1992 och under hela 1993 visades programmet inte; istället sändes Disneyklubben. 1997 förlorade SVT rättigheterna för Disneyfilmerna till TV4 och Kanal 5. TV4 visade ett program som hette Disneytimmen på Disneydags gamla lördagstid, medan Kanal 5 visade Disneydags. SVT återfick Disneyrättigheterna efter några år.
Det första året visades serierna Nya äventyr med Nalle Puh och DuckTales. Programmet visas än i dag 2021, och går i SVT Barn på lördagar med repris på söndag veckan efter. Programtiden är numera 55 minuter lång. Sedan 2023 är programtiden en timme lång. Och det visas två kortfilmer igen.
Programidéen kommer från USA, där Disney Afternoon sändes mellan 1990 och 1997.

## TV-serier som har visats i programmet genom åren
- Nya äventyr med Nalle Puh
- DuckTales
- Luftens hjältar
- Bumbibjörnarna
- Lilla djungelboken
- Darkwing Duck
- Boken om Nalle Puh
- Bonkers, Marsupilami & C:o
- Herkules
- Långbens galna gäng
- Bonkers
- Den lilla sjöjungfrun
- Musses verkstad
- Hos Musse
- Aladdin
- Doug
- En jycke i klassen
- Timon och Pumbaa
- Piff och Puff - Räddningspatrullen
- Brandy & herr Morris
- Kim Possible
- Phineas och Ferb
- Tarzan
- The 7D
- Milo Murphys lag